# Желтобрюхие тиранны
Желтобрюхие тиранны (лат. Myiarchus) — род воробьиных птиц из семейства тиранновых.

## Список видов
В состав рода включают 22 вида:
- Myiarchus semirufus P.L. Sclater et Salvin, 1878 — Береговой желтобрюхий тиранн
- Юкатанский желтобрюхий тиранн Myiarchus yucatanensis Lawrence, 1871
- Ямайский желтобрюхий тиранн Myiarchus barbirostris (Swainson, 1827)
- Темношапочный желтобрюхий тиранн Myiarchus tuberculifer (Orbigny et Lafresnaye, 1837)
- Желтобрюхий тиранн Свенсона Myiarchus swainsoni Cabanis et Heine, 1860
- Myiarchus venezuelensis Lawrence, 1865
- Myiarchus panamensis Lawrence, 1860
- Короткохохлый желтобрюхий тиранн Myiarchus ferox (Gmelin, 1789)
- Боготский желтобрюхий тиранн Myiarchus apicalis P.L. Sclater et Salvin, 1881
- Чешуйчатый желтобрюхий тиранн Myiarchus cephalotes Taczanowski, 1880
- Серолобый желтобрюхий тиранн Myiarchus phaeocephalus P.L. Sclater, 1860
- Сероголовый желтобрюхий тиранн, Пепельногорлая тиранновая мухоловка Myiarchus cinerascens (Lawrence, 1851)
- Бледногорлый желтобрюхий тиранн Myiarchus nuttingi Ridgway, 1882
- Myiarchus crinitus (Linnaeus, 1758) — Хохлатый желтобрюхий тиранн
- Кайеннский желтобрюхий тиранн Myiarchus tyrannulus (Statius Müller, 1776)
- Галапагосский желтобрюхий тиранн Myiarchus magnirostris (Gould, 1838)
- Myiarchus nugator Riley, 1904
- Рыжехвостый желтобрюхий тиранн Myiarchus validus Cabanis, 1847
- Myiarchus sagrae (Gundlach, 1852)
- Толстоголовый желтобрюхий тиранн Myiarchus stolidus (Gosse, 1847)
- Myiarchus antillarum (H. Bryant, 1866)
- Myiarchus oberi Lawrence, 1877